# Hendū Marz
Hendū Marz (persiska: هندو مرز) är en ort i Iran.   Den ligger i provinsen Mazandaran, i den norra delen av landet, 110 km norr om huvudstaden Teheran. Antalet invånare är 372.
Terrängen runt Hendū Marz är platt åt nordost, men åt sydväst är den kuperad.  Närmaste större samhälle är Nūr, 6,2 km öster om Hendū Marz. 